# Шибелик
Шибелик — река в России, протекает по Онгудайскому району Республики Алтай. Устье реки находится в 64 км по правому берегу реки Урсул. Длина реки составляет 12 км. Высота устья — 939 м над уровнем моря.

## Данные водного реестра
По данным государственного водного реестра России относится к Верхнеобскому бассейновому округу, водохозяйственный участок реки — Катунь, речной подбассейн реки — Бия и Катунь. Речной бассейн реки — (Верхняя) Обь до впадения Иртыша.